# Sporobolus maderaspatanus
Sporobolus maderaspatanus är en gräsart som beskrevs av Norman Loftus Bor. Sporobolus maderaspatanus ingår i släktet droppgräs, och familjen gräs. Inga underarter finns listade i Catalogue of Life.